# Смородина мальволистная
Смородина мальволистная (лат. Ribes malvifolium) — вид растений рода Смородина (Ribes) семейства Крыжовниковые (Grossulariaceae).

## Описание
Небольшой, приземистый кустарник. Побеги искривленные, извилистые, стелющиеся, укореняющиеся, обильно разветвленные, до 50 см длиной. Главные побеги образуют множество укороченных веточек, на которых развиваются цветки и плоды. Всё растение густо покрыто длинностебельчатыми железками. Старая кора темно-серая или пепельно-серая, растрескивающаяся, шелушащаяся и отслаивающаяся полосками; молодая — светло-коричневая, светло-желтая или зеленовато-желтая, блестящая.
Листья очередные, округлые, округло-почковидные и почковидные, (0,7) 1,5—2,5 (4,5) см в диаметре, не глубоко пятипальчатолопастные, лопасти округлые, реже треугольные; покрыты стебельчатыми и сидячими железками, основание глубокосердцевидное, край двоякотупозубчатый. Черешки тонкоребристые, 1,5—4 (7) см длиной.
Цветки обоеполые, бледно-розовые, собраны в одиночные, косо вверх направленные, 5—12-цветковые кисти , 4—5 см длиной, цветоножки 5—10 мм длиной. Прицветники линейно-ланцетные, 3—4 мм длиной, 0,5 мм шириной. Цветоложе плоское, блюдцевидное, 1,5 мм в диаметре, чашелистики отогнутые, овальные, 2—2,5 мм длиной, лепестки мелкие, ширококлиновидные; тычинки прикреплены ниже лепестков, столбик короткий, почти до основания двураздельный.
Плоды — чёрные, шаровидные ягоды, 2,5—4 мм в диаметре.

## Распространение
Эндемик юго-западного Памиро-Алая. Встречается на каменистых россыпях, склонах, россыпи и трещинах скал Гиссарского хребта (Узбекистан, Таджикистан).